# Just Like You
«Just Like You» (англ. Як і ти) — другий сингл дебютного студійного альбому канадського рок-гурту Three Days Grace — «Three Days Grace». В США пісня вийшла 22 квітня 2004.

## Список пісень
| Промо-сингл для США | Промо-сингл для США | Промо-сингл для США |
| #                   | Назва               | Тривалість          |
| ------------------- | ------------------- | ------------------- |
| 1.                  | «Just Like You»     | 3:06                |

| Промо-сингл для Британії | Промо-сингл для Британії | Промо-сингл для Британії |
| #                        | Назва                    | Тривалість               |
| ------------------------ | ------------------------ | ------------------------ |
| 1.                       | «Just Like You»          | 3:10                     |

| CD-сингл | CD-сингл                                 | CD-сингл   |
| #        | Назва                                    | Тривалість |
| -------- | ---------------------------------------- | ---------- |
| 1.       | «Just Like You»                          | 3:06       |
| 2.       | «Let You Down»                           | 3:44       |
| 3.       | «I Hate Everything About You» (акустика) | 3:42       |

## Чарти
| Чарт (2004)                               | Місце |
| ----------------------------------------- | ----- |
| U.S. Billboard Hot 100                    | 55    |
| U.S. Billboard Hot Mainstream Rock Tracks | 1     |
| U.S. Billboard Alternative Songs          | 1     |

## Продажі
| Регіон     | Сертифікація (таблиця продажів та сертифікатів) |
| ---------- | ----------------------------------------------- |
| США (RIAA) | Золото (+500 000 копій)                         |

## Історія релізів
| Країна          | Дата           | Формат           | Лейбл |
| --------------- | -------------- | ---------------- | ----- |
| США             | 22 квітня 2004 | Mainstream radio | Jive  |
| Австралія       | 19 липня 2004  | CD-сингл         | Jive  |
| Велика Британія | 5 жовтня 2004  | CD-сингл         | Jive  |